# Can-Am Cup 1975
La Can-Am Cup 1975 fu la 5ª edizione della manifestazione organizzata dalla Federazione internazionale sci.
In campo maschile lo statunitense Peter Dodge si aggiudicò sia la classifica generale, sia quella di slalom speciale; il suo connazionale Steve Devin vinse quella di discesa libera, il canadese Russell Goodman quella di slalom gigante. Il canadese Gary Aiken era il detentore uscente della Coppa generale.
In campo femminile la statunitense Leslie Smith si aggiudicò sia la classifica generale, sia quella di slalom speciale; la canadese Laurie Kreiner vinse la classifica di discesa libera, la statunitense Becky Dorsey quella di slalom gigante. La statunitense Leith Lende era la detentrice uscente della Coppa generale.